# 肖帕拳师螳属
肖帕拳师螳属（学名：Chopardentella），也称肖氏拳师螳属、肖氏恩泰拉螳属，为色翅螳科的一个属。

## 下属物种
本属包括以下物种：
- 罗氏肖氏恩泰拉螳 Chopardentella royi Kaltenbach, 1996，罗伊肖氏恩泰拉螳